# Museu Histórico de Santa Catarina
O Museu Histórico de Santa Catarina (MHSC) foi fundado em 04 de outubro de 1979 sediado no Edifício da Alfândega, em 1986, foi transferido para o Palácio Cruz e Sousa, onde permanece desde então. 

## O Museu
Está localizado no centro de Florianópolis, junto à Praça XV de Novembro e a Catedral Metropolitana, considerado o ponto zero da cidade. Neste local, aconteceram os eventos mais emblemáticos da história da cidade, como a Novembrada em 1979, as visitas imperiais em 1826, 1845 e 1865, o levante armado de José Antônio da Luz em 1815, a invasão de Corsários que resultou na morte de Francisco Dias Velho e a destruição do primeiro acentamento em Nossa Senhora do Desterro em 1687, e muito mais.
A criação do Museu aconteceu em 1979 sob a Lei nº 5.476, durante o governo de Jorge Bornhausen. A primeira sede foi o Edifício da Alfândega, onde hoje está o Instituto do Patrimônio Histórico e Artístico Nacional (IPHAN-SC).  A mudança para o Palácio Cruz e Sousa aconteceu em 1986.

### O Acervo
No Museu, podem ser encontrados relíquias que ajudam a montar o quebra-cabeça da hitória e rememorar momentos e personagens daquele povo. Entre os itens em exposição:
- Móveis ao estilo de D. João V (anteriores ao Palácio) trazidos do Rio de Janeiro; [3]
- A Primeira Missa no Brasil, cópia da célebre obra doutro expoente da cultura catarinense - Victor Meirelles;
- O piano francês Pleyel, adquirido pelo grande maestro José Brazilício de Souza em 1884; [4] [3]
- Um violino, e uma caixa de música alemã estilo art nouveau;
- A primeira lâmpada elétrica residencial de Santa Catarina;
- A urna com as cinzas de Cruz e Sousa, entre outros. [5][1]

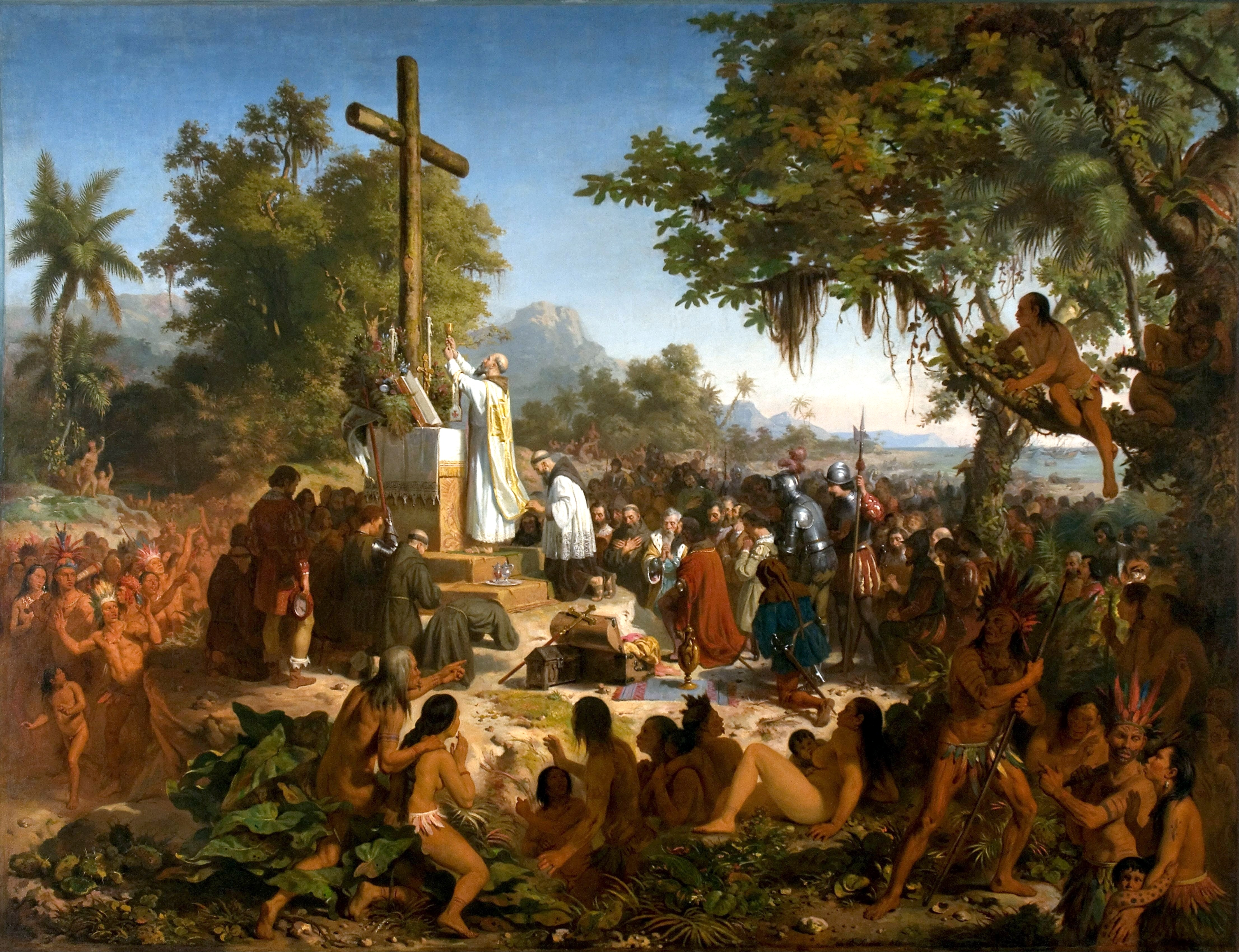
Das pinturas mais famosas do Brasil, a Primeira Missa no Brasil, pelo florianopolitano Victor Meirelles.

Destre as medidas para proteção do patrimônio, os visitantes devem calçar pantufas para acessar o segundo piso do Palácio. 

### As salas
O Museu conta com diversas salas, entre elas:
- Salão Nobre, com mobiliário rico em detalhes; [3]
- Sala de Visitas;
- Sala de Música, com o piano Pleyel, violino e caixa de música;
- Sala Cruz e Souza, com o Termo de Translado (autorização da exumação dos seus restos mortais no Cemitério de São Francisco Xavier, no Rio de Janeiro); [3]
- Sala Martinho de Haro, acessível pelo jardim (entradas pelas ruas Ten. Silveira e Trajano), ocorrem lançamentos e exposições sobre arte e história; [5][3]
- Instituto Histórico e Geográfico de Santa Catarina. [5]

### Espaço cultural
Apoiados pela Fundação Catarinense de Cultura (FCC), no Palácio acontecem apresentações artísticas, mostras culturais, cursos e oficinas, além de exposições e feiras no jardim. 

## O Poeta
Conhecido como Dante Negro ou Cisne Negro, João da Cruz e Sousa nasceu em Desterro dia 24 de novembro de 1861. Filho de escravos alforriados, recebeu educação graças ao Marechal Guilherme Xavier de Sousa, de quem "herdou" o segundo sobrenome.  Aprendeu francês, latim e grego, além de ter sido discípulo do naturalista alemão Fritz Müller.  Em 1885, lançou seu primeiro livro, Tropos e Fantasias com Virgílio Várzea. Cruz e Sousa, considerado o precursor do simbolismo no Brasil, morreu de tuberculose, em 1898.

## O Palácio
O Palácio teve sua construção ordenada, em meados do Séc. XVIII, pelo brigadeiro José da Silva Paes, primeiro governador da Capitania de Santa Catarina.  Ali, era a residência oficial e a sede do governo catarinense. Em 1954, tornou-se Palácio dos Despachos com a transferência da residência oficial para a Casa d'Agronômica, no bairro florianopolitano da Agronômica. Em 1979, o Palácio é rebatizado em homenagem ao grande poeta Cruz e Sousa, e em 1986, o Palácio passa a ser a sede do Museu Histórico de Santa Catarina.

## Linha do tempo
Segundo jornal local: 
- ca. 1739-1780: Construção do prédio para fins administrativo do governo
- 1826: Visita do imperador D. Pedro I
- 1839: serviços de pintura, carpintarias nas aberturas e madeiramento do telhado, decoração da “sala de respeito”, acortinamento dos interiores e aquisições de tapetes
- 1845: Primeira visita do imperador D. Pedro II
- 1865: Segunda visita do imperador D. Pedro II
- 1886: Nasce no Palácio, o historiador e imortal da ABL, Afonso d'Escragnolle Taunay
- 1895/1898: Mudança do estilo colonial para eclético, promovida pelo governador Hercílio Luz
- 1905/1906: Pintura externa, limpeza dos mármores das sacadas, reformas no telhado
- 1911: Nasce no Palácio, o banqueiro e governador Aderbal Ramos da Silva
- 1954: Palácio dos Despachos – A residência oficial do governador é transferda para a Casa d'Agronômica
- 1961/1966: Construção dum jardim e lago artificial nos fundos do Palácio, em terreno da antiga Escola Normal Catarinense
- 1971/1975: Substituição do telhado
- 1977: Primeira restauração e criação do Museu Histórico de Santa Catarina (MHSC)
- 1978: O piano de José Brazilício de Souza é restaurado e integrado ao MHSC, a pedido de Antônio Carlos Konder Reis
- 1979: Renomeação para Palácio Cruz e Sousa em homenagem ao poeta simbolista catarinense
- 1984: Tombamento como patrimônio histórico de Santa Catarina e novas restaurações
- 1986: Reaberto após restaurações
- 2005: Reparos e restaurações
- 2007: O museu recebe os restos mortais de Cruz e Sousa
- 2010: Inauguração do Memorial Cruz e Sousa homenageando o poeta no jardim do Palácio
- 2019: Inauguração do mural Cisne Negro, por Rodrigo Rizo[8]